# عملية جبل الزاوية صيف 2011
عملية جبل الزاوية صيف 2011 وقعت خلال مرحلة مبكرة من الحرب الأهلية السورية.
يوم الأربعاء، 29 يونيو شن الجيش السوري عملية واسعة في قرى جبل الزاوية في غرب محافظة إدلب، مما أودى بحياة 11 شخصا على الأقل.
أحد سكان جبل الزاوية قال إنّه سمع دوي انفجارات قوية في الليل حول قرى راما وأورم الجوز غرب الطريق السريع الذي يربط بين مدينتي حماة وحلب.  ساكن آخر قال إنّ 30 دبابة توغلت في جبل الزاوية يوم الاثنين من قرية بداما على الحدود التركية حيث اقتحمت القوات المنازل وأحرقت المحاصيل.
وفي 30 يونيو، أفيد بأن الجيش السوري انتشر عبر المنطقة الجبلية المضطربة قرب الحدود التركية حيث ارتفع عدد الضحايا من الحصار العسكري إلى 19 شخصا، طبقا لنشطاء وشاهد.

## نطاق الهجوم
الإجراء الذي اتخذه الجيش السوري في المنطقة الشمالية الغربية من جبل الزاوية بدى أنه يهدف إلى منع السكان من الهرب إلى تركيا.